# Phanias
Phanias es un género de arañas araneomorfas de la familia Salticidae. Se encuentra en Norteamérica, Centroamérica y las Islas Galápagos.   

## Lista de especies
Según The World Spider Catalog 12.5::
- Phanias albeolus (Chamberlin & Ivie, 1941)
- Phanias concoloratus (Chamberlin & Gertsch, 1930)
- Phanias distans (Banks, 1924)
- Phanias dominatus (Chamberlin & Ivie, 1941)
- Phanias flavostriatus (F. O. Pickard-Cambridge, 1901)
- Phanias furcifer (Gertsch, 1936)
- Phanias furcillatus (F. O. Pickard-Cambridge, 1901)
- Phanias harfordi (Peckham & Peckham, 1888)
- Phanias monticola (Banks, 1895)
- Phanias neomexicanus (Banks, 1901)
- Phanias salvadorensis (Kraus, 1955)
- Phanias watonus (Chamberlin & Ivie, 1941)